# Tournoi européen de Russie de rugby à sept 2015
Navigation
2014 2016
Le Tournoi européen de Russie de rugby à sept 2015 est la première étape des Seven's Grand Prix Series 2015, comptant pour la qualification aux premiers jeux olympiques de la discimpline. Il se déroule à Moscou du 5 au 6 juin 2015. La France remporte le tournoi en battant les Russes en finale.

## Résultats

### Poule A
| Équipes        | J | G | N | P | PM  | PE | +/−  | Pts |
| -------------- | - | - | - | - | --- | -- | ---- | --- |
| France         | 3 | 3 | 0 | 0 | 129 | 0  | +129 | 9   |
| Pays de Galles | 3 | 2 | 0 | 1 | 43  | 70 | -27  | 7   |
| Géorgie        | 3 | 1 | 0 | 2 | 31  | 82 | -51  | 5   |
| Roumanie       | 3 | 0 | 0 | 3 | 35  | 86 | -51  | 3   |

| 6 juin 2015 10:00 | France  | 38 - 0 | Roumanie | Stade Loujniki, Moscou |
| 6 juin 2015 10:00 | Rapport |        |          | Stade Loujniki, Moscou |
| 6 juin 2015 10:00 |         |        |          | Stade Loujniki, Moscou |

| 6 juin 2015 11:06 | Pays de Galles | 19 - 7 | Géorgie | Stade Loujniki, Moscou |
| 6 juin 2015 11:06 | Rapport        |        |         | Stade Loujniki, Moscou |
| 6 juin 2015 11:06 |                |        |         | Stade Loujniki, Moscou |

| 6 juin 2015 13:00 | France  | 49 - 0 | Géorgie | Stade Loujniki, Moscou |
| 6 juin 2015 13:00 | Rapport |        |         | Stade Loujniki, Moscou |
| 6 juin 2015 13:00 |         |        |         | Stade Loujniki, Moscou |

| 6 juin 2015 14:06 | Pays de Galles | 24 - 21 | Roumanie | Stade Loujniki, Moscou |
| 6 juin 2015 14:06 | Rapport        |         |          | Stade Loujniki, Moscou |
| 6 juin 2015 14:06 |                |         |          | Stade Loujniki, Moscou |

| 6 juin 2015 16:00 | Géorgie | 24 - 14 | Roumanie | Stade Loujniki, Moscou |
| 6 juin 2015 16:00 | Rapport |         |          | Stade Loujniki, Moscou |
| 6 juin 2015 16:00 |         |         |          | Stade Loujniki, Moscou |

| 6 juin 2015 17:06 | France  | 42 - 0 | Pays de Galles | Stade Loujniki, Moscou |
| 6 juin 2015 17:06 | Rapport |        |                | Stade Loujniki, Moscou |
| 6 juin 2015 17:06 |         |        |                | Stade Loujniki, Moscou |

### Poule B
| Équipes    | J | G | N | P | PM | PE | +/− | Pts |
| ---------- | - | - | - | - | -- | -- | --- | --- |
| Portugal   | 3 | 3 | 0 | 0 | 93 | 43 | +50 | 9   |
| Angleterre | 3 | 2 | 0 | 1 | 75 | 53 | +22 | 7   |
| Lituanie   | 3 | 1 | 0 | 2 | 50 | 78 | -28 | 5   |
| Belgique   | 3 | 0 | 0 | 3 | 41 | 85 | -44 | 3   |

| 6 juin 2015 10:22 | Angleterre | 28 - 17 | Lituanie | Stade Loujniki, Moscou |
| 6 juin 2015 10:22 | Rapport    |         |          | Stade Loujniki, Moscou |
| 6 juin 2015 10:22 |            |         |          | Stade Loujniki, Moscou |

| 6 juin 2015 11:28 | Belgique | 10 - 38 | Portugal | Stade Loujniki, Moscou |
| 6 juin 2015 11:28 | Rapport  |         |          | Stade Loujniki, Moscou |
| 6 juin 2015 11:28 |          |         |          | Stade Loujniki, Moscou |

| 6 juin 2015 13:22 | Angleterre | 21 - 24 | Portugal | Stade Loujniki, Moscou |
| 6 juin 2015 13:22 | Rapport    |         |          | Stade Loujniki, Moscou |
| 6 juin 2015 13:22 |            |         |          | Stade Loujniki, Moscou |

| 6 juin 2015 14:28 | Belgique | 19 - 21 | Lituanie | Stade Loujniki, Moscou |
| 6 juin 2015 14:28 | Rapport  |         |          | Stade Loujniki, Moscou |
| 6 juin 2015 14:28 |          |         |          | Stade Loujniki, Moscou |

| 6 juin 2015 16:22 | Portugal | 31 - 12 | Lituanie | Stade Loujniki, Moscou |
| 6 juin 2015 16:22 | Rapport  |         |          | Stade Loujniki, Moscou |
| 6 juin 2015 16:22 |          |         |          | Stade Loujniki, Moscou |

| 6 juin 2015 17:28 | Angleterre | 26 - 12 | Belgique | Stade Loujniki, Moscou |
| 6 juin 2015 17:28 | Rapport    |         |          | Stade Loujniki, Moscou |
| 6 juin 2015 17:28 |            |         |          | Stade Loujniki, Moscou |

### Poule C
| Équipes   | J | G | N | P | PM | PE | +/− | Pts |
| --------- | - | - | - | - | -- | -- | --- | --- |
| Russie    | 3 | 3 | 0 | 0 | 64 | 38 | +26 | 9   |
| Allemagne | 3 | 2 | 0 | 1 | 48 | 38 | +10 | 7   |
| Espagne   | 3 | 1 | 0 | 2 | 40 | 36 | +4  | 5   |
| Italie    | 3 | 0 | 0 | 3 | 27 | 76 | -49 | 3   |

| 6 juin 2015 11:44 | Russie  | 24 - 21 | Italie | Stade Loujniki, Moscou |
| 6 juin 2015 11:44 | Rapport |         |        | Stade Loujniki, Moscou |
| 6 juin 2015 11:44 |         |         |        | Stade Loujniki, Moscou |

| 6 juin 2015 11:50 | Espagne | 7 - 12 | Allemagne | Stade Loujniki, Moscou |
| 6 juin 2015 11:50 | Rapport |        |           | Stade Loujniki, Moscou |
| 6 juin 2015 11:50 |         |        |           | Stade Loujniki, Moscou |

| 6 juin 2015 13:44 | Russie  | 26 - 12 | Allemagne | Stade Loujniki, Moscou |
| 6 juin 2015 13:44 | Rapport |         |           | Stade Loujniki, Moscou |
| 6 juin 2015 13:44 |         |         |           | Stade Loujniki, Moscou |

| 6 juin 2015 14:50 | Espagne | 28 - 0 | Italie | Stade Loujniki, Moscou |
| 6 juin 2015 14:50 | Rapport |        |        | Stade Loujniki, Moscou |
| 6 juin 2015 14:50 |         |        |        | Stade Loujniki, Moscou |

| 6 juin 2015 16:44 | Allemagne | 28 - 0 | Italie | Stade Loujniki, Moscou |
| 6 juin 2015 16:44 | Rapport   |        |        | Stade Loujniki, Moscou |
| 6 juin 2015 16:44 |           |        |        | Stade Loujniki, Moscou |

| 6 juin 2015 17:50 | Russie  | 24 - 5 | Espagne | Stade Loujniki, Moscou |
| 6 juin 2015 17:50 | Rapport |        |         | Stade Loujniki, Moscou |
| 6 juin 2015 17:50 |         |        |         | Stade Loujniki, Moscou |

### Cup
|  | Quarts de finale                         | Quarts de finale                         |                                          |                                          | Demi-finales                             | Demi-finales                             |    |  | Finale                                   | Finale                                   |
|  | Quarts de finale                         | Quarts de finale                         |                                          |                                          | Demi-finales                             | Demi-finales                             |    |  | Finale                                   | Finale                                   |
|  |                                          |                                          |                                          |                                          |                                          |                                          |    |  |                                          |                                          |
|  | 7 juin à 10h00 au Stade Loujniki, Moscou | 7 juin à 10h00 au Stade Loujniki, Moscou |                                          |                                          | 7 juin à 13h56 au Stade Loujniki, Moscou | 7 juin à 13h56 au Stade Loujniki, Moscou |    |  | 7 juin à 17h05 au Stade Loujniki, Moscou | 7 juin à 17h05 au Stade Loujniki, Moscou |
|  | 7 juin à 10h00 au Stade Loujniki, Moscou | 7 juin à 10h00 au Stade Loujniki, Moscou |                                          |                                          | 7 juin à 13h56 au Stade Loujniki, Moscou | 7 juin à 13h56 au Stade Loujniki, Moscou |    |  | 7 juin à 17h05 au Stade Loujniki, Moscou | 7 juin à 17h05 au Stade Loujniki, Moscou |
|  | France                                   | 40                                       |                                          |                                          | 7 juin à 13h56 au Stade Loujniki, Moscou | 7 juin à 13h56 au Stade Loujniki, Moscou |    |  | 7 juin à 17h05 au Stade Loujniki, Moscou | 7 juin à 17h05 au Stade Loujniki, Moscou |
|  | France                                   | 40                                       |                                          |                                          | 7 juin à 13h56 au Stade Loujniki, Moscou | 7 juin à 13h56 au Stade Loujniki, Moscou |    |  | 7 juin à 17h05 au Stade Loujniki, Moscou | 7 juin à 17h05 au Stade Loujniki, Moscou |
|  | Lituanie                                 | 0                                        |                                          |                                          | 7 juin à 13h56 au Stade Loujniki, Moscou | 7 juin à 13h56 au Stade Loujniki, Moscou |    |  | 7 juin à 17h05 au Stade Loujniki, Moscou | 7 juin à 17h05 au Stade Loujniki, Moscou |
|  | Lituanie                                 | 0                                        | France                                   | 22                                       |                                          |                                          |    |  | 7 juin à 17h05 au Stade Loujniki, Moscou | 7 juin à 17h05 au Stade Loujniki, Moscou |
|  | 7 juin à 11h06 au Stade Loujniki, Moscou |                                          | France                                   | 22                                       |                                          |                                          |    |  | 7 juin à 17h05 au Stade Loujniki, Moscou | 7 juin à 17h05 au Stade Loujniki, Moscou |
|  |                                          | Angleterre                               | 0                                        |                                          |                                          |                                          |    |  | 7 juin à 17h05 au Stade Loujniki, Moscou | 7 juin à 17h05 au Stade Loujniki, Moscou |
|  | Angleterre                               | Angleterre                               | 0                                        | 29                                       |                                          |                                          |    |  | 7 juin à 17h05 au Stade Loujniki, Moscou | 7 juin à 17h05 au Stade Loujniki, Moscou |
|  | Angleterre                               |                                          |                                          | 29                                       |                                          |                                          |    |  | 7 juin à 17h05 au Stade Loujniki, Moscou | 7 juin à 17h05 au Stade Loujniki, Moscou |
|  | Allemagne                                | 12                                       |                                          |                                          |                                          |                                          |    |  | 7 juin à 17h05 au Stade Loujniki, Moscou | 7 juin à 17h05 au Stade Loujniki, Moscou |
|  | Allemagne                                | 12                                       | France                                   | 40                                       |                                          |                                          |    |  |                                          |                                          |
|  | 7 juin à 10h44 au Stade Loujniki, Moscou |                                          | France                                   | 40                                       |                                          |                                          |    |  |                                          |                                          |
|  |                                          | Russie                                   | 17                                       |                                          |                                          |                                          |    |  |                                          |                                          |
|  | Russie                                   | Russie                                   | 17                                       | 24                                       |                                          |                                          |    |  |                                          |                                          |
|  | Russie                                   | 7 juin à 14h18 au Stade Loujniki, Moscou |                                          | 24                                       |                                          |                                          |    |  |                                          |                                          |
|  | Pays de Galles                           | 0                                        |                                          |                                          |                                          |                                          |    |  |                                          |                                          |
|  | Pays de Galles                           | 0                                        | Russie                                   | 19                                       |                                          |                                          |    |  |                                          |                                          |
|  | 7 juin à 10h22 au Stade Loujniki, Moscou | 7 juin à 10h22 au Stade Loujniki, Moscou | Russie                                   | 19                                       | Match pour la 3e place                   | Match pour la 3e place                   |    |  |                                          |                                          |
|  | 7 juin à 10h22 au Stade Loujniki, Moscou | 7 juin à 10h22 au Stade Loujniki, Moscou |                                          | Espagne                                  | Match pour la 3e place                   | Match pour la 3e place                   | 12 |  |                                          |                                          |
|  | Portugal                                 | 14                                       | 7 juin à 16h42 au Stade Loujniki, Moscou | 7 juin à 16h42 au Stade Loujniki, Moscou |                                          |                                          | 12 |  |                                          |                                          |
|  | Portugal                                 | 14                                       | 7 juin à 16h42 au Stade Loujniki, Moscou | 7 juin à 16h42 au Stade Loujniki, Moscou |                                          |                                          |    |  |                                          |                                          |
|  | Espagne                                  | 15                                       |                                          | Angleterre                               | 7                                        |                                          |    |  |                                          |                                          |
|  | Espagne                                  | 15                                       |                                          | Angleterre                               | 7                                        |                                          |    |  |                                          |                                          |
|  |                                          |                                          |                                          |                                          |                                          |                                          |    |  | Espagne                                  | 19                                       |
|  |                                          |                                          |                                          |                                          |                                          |                                          |    |  | Espagne                                  | 19                                       |

### Plate
|  | Demi-finales                             | Demi-finales                             |           |    | 5e place                                 | 5e place                                 |
|  | Demi-finales                             | Demi-finales                             |           |    | 5e place                                 | 5e place                                 |
|  |                                          |                                          |           |    |                                          |                                          |
|  | 7 juin à 13h12 au Stade Loujniki, Moscou | 7 juin à 13h12 au Stade Loujniki, Moscou |           |    | 7 juin à 16h16 au Stade Loujniki, Moscou | 7 juin à 16h16 au Stade Loujniki, Moscou |
|  | 7 juin à 13h12 au Stade Loujniki, Moscou | 7 juin à 13h12 au Stade Loujniki, Moscou |           |    | 7 juin à 16h16 au Stade Loujniki, Moscou | 7 juin à 16h16 au Stade Loujniki, Moscou |
|  | Lituanie                                 | 5                                        |           |    | 7 juin à 16h16 au Stade Loujniki, Moscou | 7 juin à 16h16 au Stade Loujniki, Moscou |
|  | Lituanie                                 | 5                                        |           |    | 7 juin à 16h16 au Stade Loujniki, Moscou | 7 juin à 16h16 au Stade Loujniki, Moscou |
|  | Allemagne                                | 21                                       |           |    | 7 juin à 16h16 au Stade Loujniki, Moscou | 7 juin à 16h16 au Stade Loujniki, Moscou |
|  | Allemagne                                | 21                                       | Allemagne | 7  |                                          |                                          |
|  | 7 juin à 13h34 au Stade Loujniki, Moscou |                                          | Allemagne | 7  |                                          |                                          |
|  |                                          | Portugal                                 | 35        |    |                                          |                                          |
|  | Portugal                                 | Portugal                                 | 35        | 42 |                                          |                                          |
|  | Portugal                                 |                                          |           | 42 |                                          |                                          |
|  | Pays de Galles                           | 7                                        |           |    |                                          |                                          |
|  | Pays de Galles                           | 7                                        | 7e place  |    |                                          |                                          |
|  |                                          |                                          |           |    |                                          |                                          |
|  | 7 juin à 15h54 au Stade Loujniki, Moscou |                                          |           |    |                                          |                                          |
|  |                                          |                                          |           |    |                                          |                                          |
|  | Lituanie                                 | 21                                       |           |    |                                          |                                          |
|  | Lituanie                                 | 21                                       |           |    |                                          |                                          |
|  | Pays de Galles                           | 26                                       |           |    |                                          |                                          |
|  | Pays de Galles                           | 26                                       |           |    |                                          |                                          |

### Bowl
|  | Demi-finales                             | Demi-finales                             |           |    | 9e place                                 | 9e place                                 |
|  | Demi-finales                             | Demi-finales                             |           |    | 9e place                                 | 9e place                                 |
|  |                                          |                                          |           |    |                                          |                                          |
|  | 7 juin à 11h28 au Stade Loujniki, Moscou | 7 juin à 11h28 au Stade Loujniki, Moscou |           |    | 7 juin à 15h02 au Stade Loujniki, Moscou | 7 juin à 15h02 au Stade Loujniki, Moscou |
|  | 7 juin à 11h28 au Stade Loujniki, Moscou | 7 juin à 11h28 au Stade Loujniki, Moscou |           |    | 7 juin à 15h02 au Stade Loujniki, Moscou | 7 juin à 15h02 au Stade Loujniki, Moscou |
|  | Géorgie                                  | 15                                       |           |    | 7 juin à 15h02 au Stade Loujniki, Moscou | 7 juin à 15h02 au Stade Loujniki, Moscou |
|  | Géorgie                                  | 15                                       |           |    | 7 juin à 15h02 au Stade Loujniki, Moscou | 7 juin à 15h02 au Stade Loujniki, Moscou |
|  | Roumanie                                 | 7                                        |           |    | 7 juin à 15h02 au Stade Loujniki, Moscou | 7 juin à 15h02 au Stade Loujniki, Moscou |
|  | Roumanie                                 | 7                                        | Géorgie   | 14 |                                          |                                          |
|  | 7 juin à 11h50 au Stade Loujniki, Moscou |                                          | Géorgie   | 14 |                                          |                                          |
|  |                                          | Belgique                                 | 12        |    |                                          |                                          |
|  | Belgique                                 | Belgique                                 | 12        | 26 |                                          |                                          |
|  | Belgique                                 |                                          |           | 26 |                                          |                                          |
|  | Italie                                   | 12                                       |           |    |                                          |                                          |
|  | Italie                                   | 12                                       | 11e place |    |                                          |                                          |
|  |                                          |                                          |           |    |                                          |                                          |
|  | 7 juin à 14h40 au Stade Loujniki, Moscou |                                          |           |    |                                          |                                          |
|  |                                          |                                          |           |    |                                          |                                          |
|  | Roumanie                                 | 14                                       |           |    |                                          |                                          |
|  | Roumanie                                 | 14                                       |           |    |                                          |                                          |
|  | Italie                                   | 21                                       |           |    |                                          |                                          |
|  | Italie                                   | 21                                       |           |    |                                          |                                          |